# 国家气象局 (美国)
國家氣象局（英語：National Weather Service，NWS），又称美国天气局，是美国国家海洋和大气管理局 (NOAA) 属下的6个部门之一，成立于1870年，总部位于華盛頓都會區內的馬里蘭州银泉市，主要负责為美國及其屬地、鄰近水域及海洋地區提供天氣、水文及氣候預報和警報，藉以保護生命財產和國家經濟。該機構從1890年起一直被稱為"美國氣象局" (United States Weather Bureau)，直至1970年採用現名為止。
國家氣象局透過一系列國家和區域中心以及122個地方"天氣預報辦公室" (WFO) 執行其主要任務。由於國家氣象局是美國聯邦政府的一個機構，其大部分產品都屬於公有領域（Public Domain）並且免費提供。

## 1870-1899年
早在1844年電報問世時，人們就開始呼籲建立政府氣象局。 1869年，克利夫蘭·阿貝開始利用辛辛那提商會和西聯匯款透過電報發送的每日天氣數據來開發機率預報，並說服西聯匯款支持此類資訊的收集。同時，威斯康辛州的克雷克瑞·A·拉帕姆 (Increase A. Lapham) 遊說國會設立這樣一項服務，因為他目睹了五大湖地區風暴的破壞力。眾議員哈爾伯特·潘恩 (Halbert E. Paine) 提出了一項提供資金的法案。 1870年，尤利西斯·S·格蘭特(Ulysses S. Grant) 總統簽署了一項國會联合决议案，成立了"美國氣象局"，其使命是"在大陸內陸和美國的軍事站進行氣象觀測。各州和領地的其他地點...並通過磁力電報和海洋信號向北部（大）湖和海岸通報風暴的逼近和強度。" 該機構被置於美国战争部长之下，因為國會認為"軍事紀律可能會確保所需觀察的最大及時性、規律性和準確性"。
阿貝被任命為該局首任首席氣象學家。阿貝早年擔任信號局局長文職助理期間，敦促戰爭部研究天氣狀況，為預測提供科學依據；擔任氣象局局長後，他將繼續推動氣象學作為一門科學的研究。雖然信號局和國會就天氣狀況的預報是否應該由民事機構還是信號局現有的預報辦公室負責進行爭論，但國會成立了一個委員會來監督此事，並建議將該辦公室的業務轉移給氣象局。經過兩年的調查後，戰爭部提出了這項要求。
該機構於1890年首次成為民用企業，當時它併入美国農業部。在該部門的監督下，該局開始發布洪水警報和火災天氣預報，並發布了第一份每日國家地面天氣圖；它還建立了一個網路來分發熱帶氣旋警報，以及一個資料交換服務，將歐洲天氣分析轉發給該局，反之亦然。

### 20世紀
第一台氣象局无线电探空仪於1937年在麻薩諸塞州發射，這促使在兩年內從常規飛機觀測轉向無線電探空儀。出於擔心煽動恐慌，該局禁止在其任何氣象產品中使用“龍捲風”一詞（這一舉措與該局的意圖相矛盾，因為過去龍捲風爆發時由於缺乏預警而造成了很高的死亡人數） ，直到1938 年，當它開始專門向应急管理人員發布龍捲風警報時。
1966年8月，环境科学服务管理局（ESSA）成立後，氣象局成為該機構的一部分。 1970年10月1日，隨著《國家環境政策法案》 (National Environmental Policy Act) 的頒布，環境科學服務管理局更名為国家海洋和大气管理局 (NOAA)。此時，氣象局成為"國家氣象局"。 1980年代初，國家氣象局使用與1950年代相同的雷達設備和電傳打字機進行通訊。 1983年，NOAA局長約翰·V·伯恩（John V. Byrne）提議拍賣所有氣象衛星，從私人買家手中回購數據，將氣象觀測站、NOAA氣象廣播和電腦表面分析外包給私人公司，但該提案在國會投票中失敗。
NEXRAD（下一代雷達）是一種多普勒氣象雷達系統，部署用於改善當地嚴重風暴的檢測和預警時間，在1988年至1997年間取代了WSR-57和WSR-74系統。

## 全國性支援中心
國家氣象局有多個全國性支援中心負責專門業務，為地方分局提供支援。
这些中心中，九個隸屬馬里蘭州Camp Springs的國家環境預報中心（National Centers for Environment Prediction,缩写为NCEP），它们包括在NCEP本部的氣候預報中心（CPC）、環境模擬中心（EMC）、天氣預報中心（WPC）、海洋預報中心（OPC），以及在密蘇里州堪薩斯市的航空氣象中心（AWC）、科羅拉多州Boulder的太空環境中心（SEC）、奧克拉荷馬州Norman的風暴預報中心（SPC），夏威夷州的中太平洋颶風中心（CPHC）和佛羅里達州邁亞密的國家颶風中心（TPC/NHC）。
除NCEP下属中心之外﹐國家氣象局還有兩個海嘯警報中心（西岸及阿拉斯加海嘯警報中心〔WC/ ATWC〕﹑太平洋海嘯警報中心〔PTWC〕）和幾個訓練及研究單位。

## 區域總部和地方分局
國家氣象局的地方分局分為六個區域總部（東部、中部、南部、西部、阿拉斯加、太平洋）管轄，地方分局主要分三類型：
- 天氣預報所（Weather Forecast Office）122個﹐負責為轄區內提供公眾﹑近岸水域﹑防火工作和主要機場提供預報和警報服務。除負責向公眾發出預報和警報之外﹐還負責聯絡區內的縣﹑市級緊急應變機構﹑執法單位﹑大眾傳媒和志願觀測者。
- 河流預報中心（River Forecast Center）13個﹐其值班的水文學家和氣象學家負責監察轄區內河流流量和水位﹐並在需要時候發出河流水位預測和氾濫警報。河流預報中心也負責估計全國各分水嶺的土壤容水程度﹐然後發出「暴洪指引」(flash flood guidance)﹐讓天氣預報所在衡量是否需要發出暴洪警戒或警告時有所參考。
- 航管中心氣象組（Center Weather Service Unit）是位於聯邦航空管理局全國21個高空交通管制中心（ARTCC）內的氣象組﹐負責向航空局提供與航空有關的氣象信息﹐並與AWC和區內各天氣預報所等單位協調主要機場和空域的預報和警報服務。

## 技術

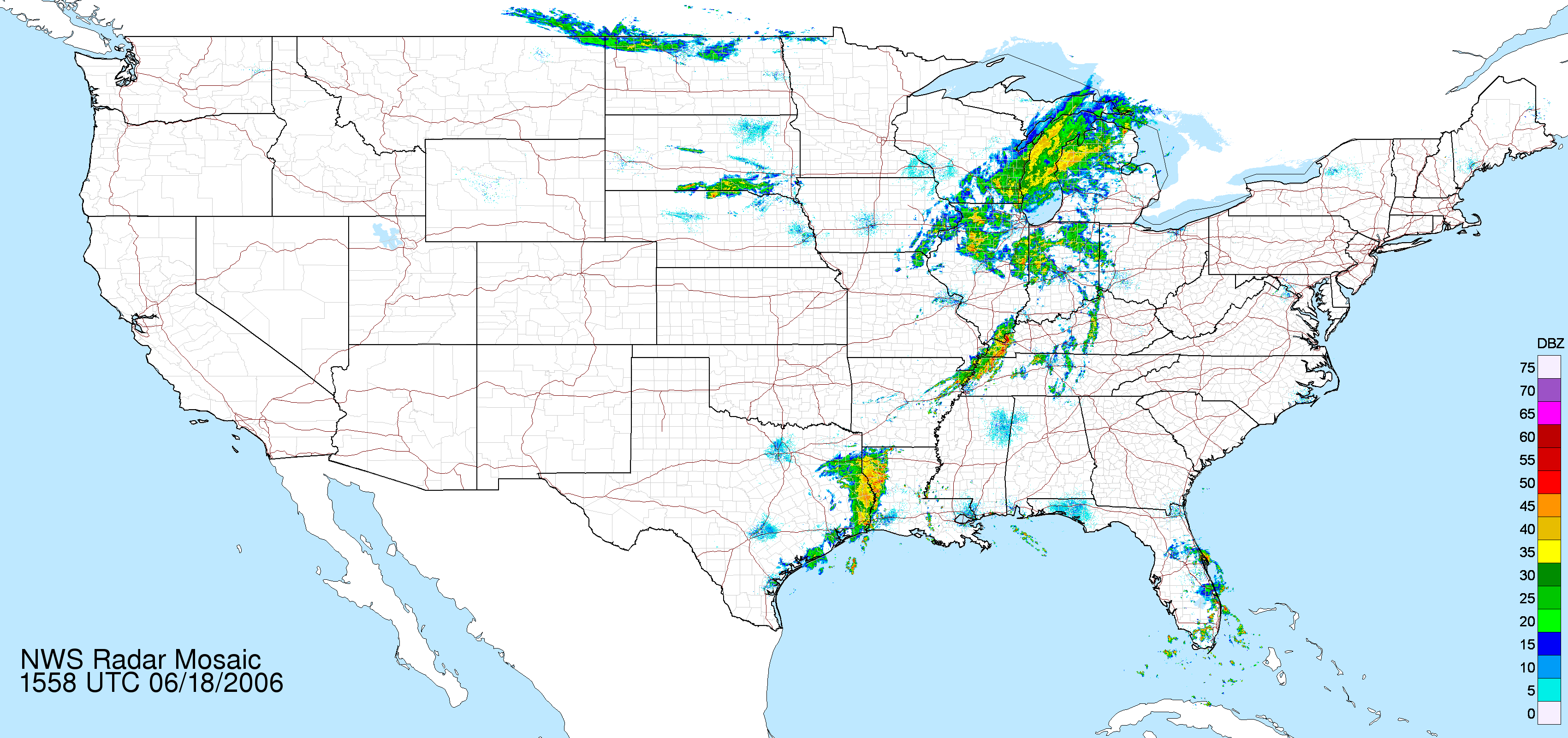
美國大陸国家气象局合成雷達影像，由許多區域雷達組成。

WSR-88D多普勒气象雷达系統，也稱為NEXRAD，由國家氣象局在1980年代中期開發，並於1997年在美國大部分地區全面部署。 美國、其各個領土和選定的海外地點有158個此類雷達站點正在運行。這項技術由於其高解析度和檢測雲內運動的能力，現已成為該機構惡劣天氣預警行動的基石。
國家氣象局氣象學家使用先進的資訊處理、顯示和電信系統，即"高級天氣互動處理系統" (AWIPS) 來完成他們的工作。這些工作站使他們能夠輕鬆查看大量天氣和水文資訊，以及撰寫和傳播產品。 國家氣象局環境建模中心 (EMC)是 "地球系統建模框架" (ESMF) 通用建模基礎架構的早期使用者之一。全球預報系統（GFS）是基於此框架建立的應用程式之一。